# ガスペ半島
座標: 北緯48度39分29秒 西経65度45分10秒 / 北緯48.65806度 西経65.75278度

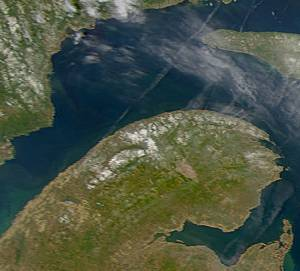
ガスペ半島の衛星写真（NASA提供）。南東にシャルール湾が切れ込んでいる。北東の隅に見えるのはアンティコスティ島

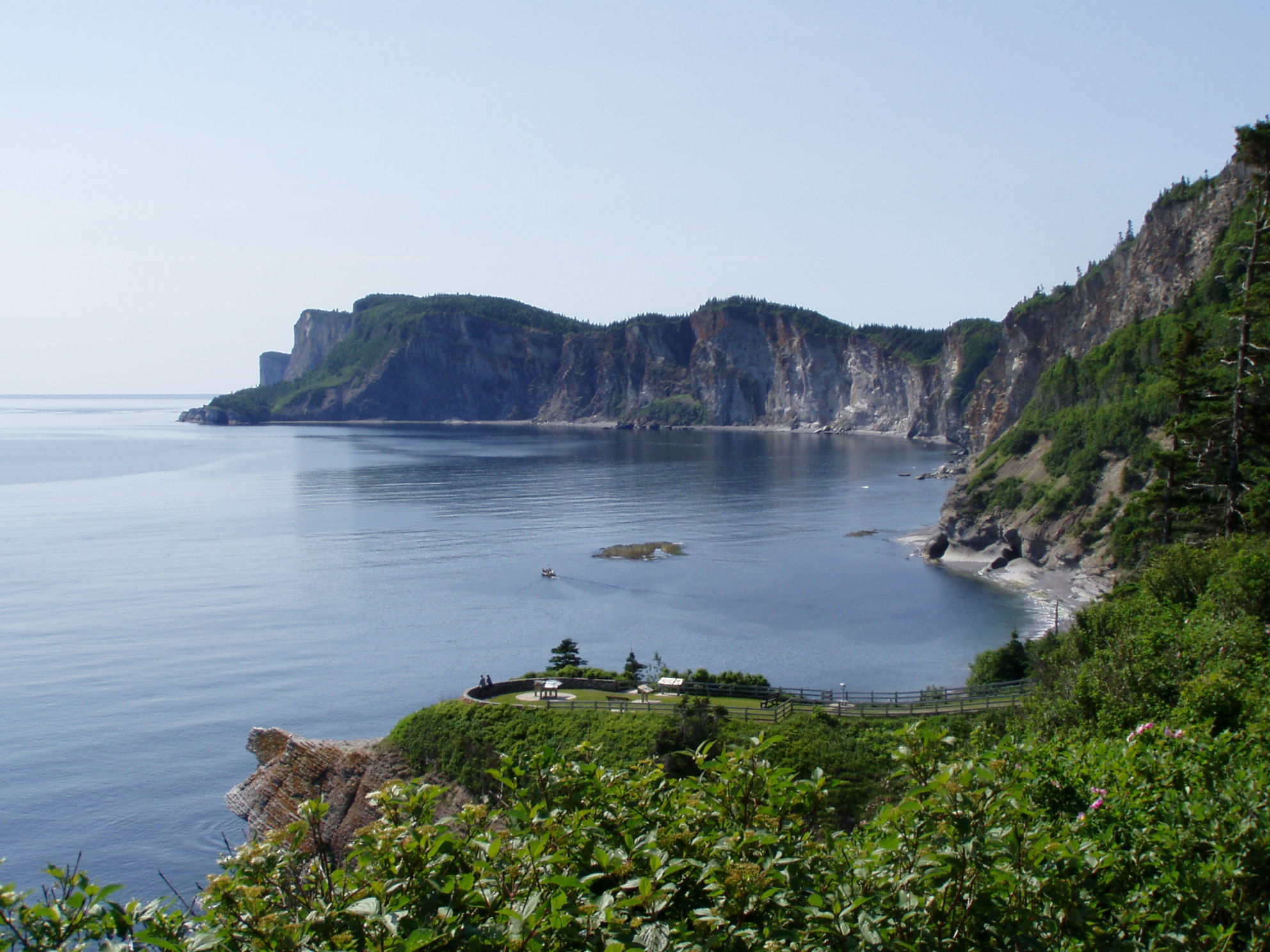
フォリヨン国立公園、フォリヨン半島北部のボナミ岬 Cap Bon-Ami

ガスペ半島（ガスペはんとう、Gaspé Peninsula。Gaspesia、Gaspéなどとも表記。フランス語：la Gaspésie）は北アメリカ大陸の北部、セント・ローレンス川河口の南岸に位置する半島。カナダのケベック州に属する。セント・ローレンス湾沿いに南西から北東に向かって伸び、南のシャルール湾（Baie des Chaleurs）とレスティグーシュ川（Restigouche River）で隣接するニューブランズウィック州から分けられている。
行政面では、ガスペ半島はマドレーヌ諸島とともにケベック州のガスペジー・マドレーヌ諸島地域を形成している。半島にある主な町はガスペである。1534年に探検家ジャック・カルティエがガスペ半島の東端に到達し、この町からフランスのカナダ植民地化（ヌーベルフランスの領有と拡大）が始まった。住民の大多数は、フランス語を第一言語とするケベック人である。
半島は丘陵や山が多く、アパラチア山系の北東の延長線上に当たる。インターナショナル・アパラチアン・トレイル（International Appalachian Trail）がこの半島を縦断している。カナダ国道132号が半島を周回し、支線の一本は海岸沿いに走り、もう一本はサント・フラヴィー（Sainte-Flavie）で半島を横切っている。アパラチア山系の果ての地であるフォリヨン国立公園（Forillon National Park）は半島の北東端にあり、深い森、砂丘、海に面した断崖絶壁などが広がっている。半島にはタイセイヨウサケが遡上する大小様々な渓流が無数にあり、北米のタイセイヨウサケ釣りのメッカとなっている。
半島の東端のセント・ローレンス湾に突き出た部分はカプ・ガスペ（Cap Gaspé ガスペ岬）と呼ばれる。ガスペの名の由来は、先住民ミクマク族の言葉で「地の果て」を意味する「ゲスペグ」（gespeg）である。
希少な炭酸ニッケルの鉱物菱ニッケル鉱（Gaspéite）は当地で発見され、命名された。

## 内陸部
国道198号が半島北部の海岸から内陸を貫いている。道はガスペ半島の森林地帯へと上り、多くの川を横切って標高660mに達し、マードックヴィル（Murdochville）に到着する。
マードックヴィルはかつての銅鉱山町で労働運動が激しかったが1999年に閉山し、現在は風力発電などでの生き残りを図っている。多くの山に発電用風車群が建ち、世界有数の発電量を誇っている。
マードックヴィルからは、198号線はヨーク川に沿って下り、半島東端のガスペの町に出る。

## 南岸部

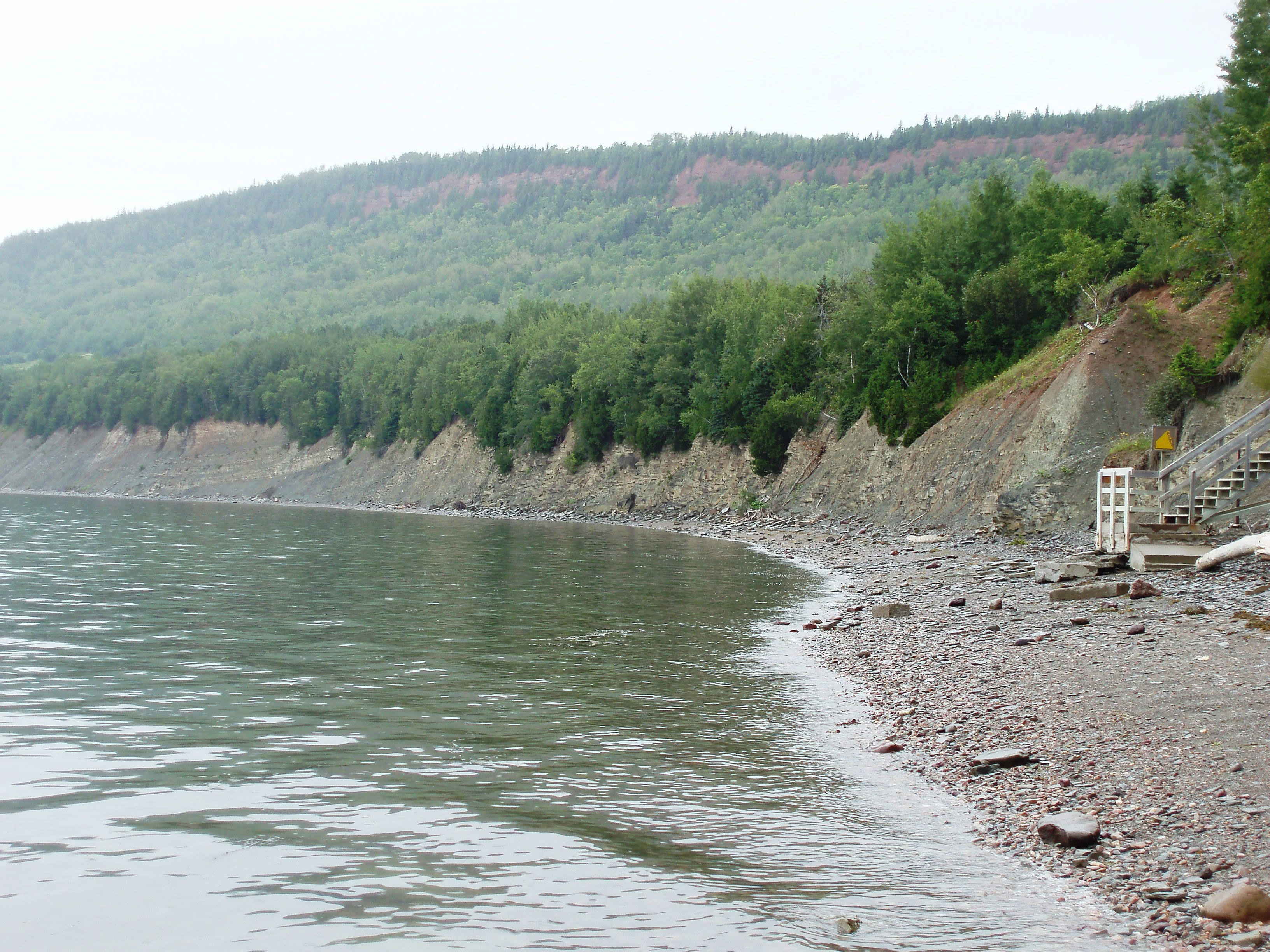
ミグアシャ国立公園

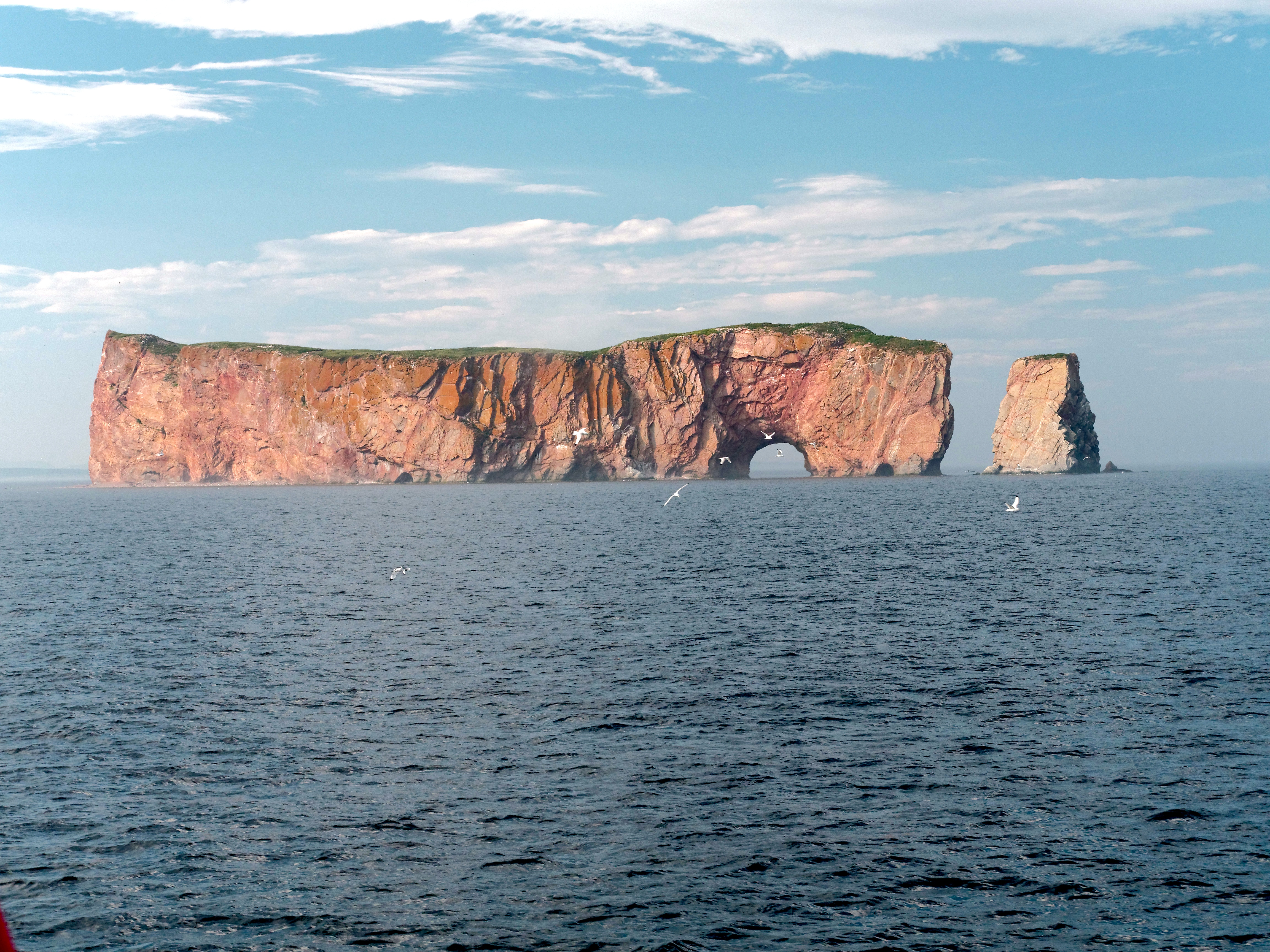
半島先端に浮かぶ巨大なペルセ岩

レスティグーシュ（Restigouche）とゲスガペジアグ（w:Gesgapegiag）の町には、ミクマク族の大きな保留地と居住地がある。
ガスペ半島の南岸部には、かつては英語を話すイギリス系の人々の町が栄えていたが、その生き残りの小さな町がシャルール湾沿いにある。特にニュー・リッチモンド（New Richmond）とニュー・カーライル（New Carlisle）には活発な英語話者共同体がある。独立したアメリカ合衆国から逃れて英領北アメリカに移住した王党派（ロイヤリスト）の入植地を偲ぶため、ニュー・リッチモンドのウィレット・ポイントには王党派をテーマにした村落「ル・ヴィラージュ・ロワヤリスト」（le village loyaliste）が再現されている。
カールトン・シュル・メール（Carleton-sur-Mer）の近くにはデボン紀の貴重な化石群で有名なミグアシャ国立公園があり、世界遺産に登録されている。